# Santo Niño (South Cotabato)
Santo Niño ist eine philippinische Stadtgemeinde in der Provinz South Cotabato. Sie hat 40.947 Einwohner (Zensus 1. August 2015).

## Baranggays
Santo Niño ist administrativ in zehn Baranggays unterteilt:
- Ambalgan
- Guinsang-an
- Katipunan
- Manuel Roxas
- Panay
- Poblacion
- San Isidro
- San Vicente
- Teresita
- Sajaneba